# イソブチルアルコール
イソブチルアルコール(isobutyl alcohol)は無色、可燃性で独特な臭いをもつ有機化合物である。IUPAC有機化合物命名法では、2-メチルプロパン-1-オールあるいは2-メチルプロピルアルコールとも称される。なお、特に産業分野では「イソブタノール」と称されることがあり、特許公報などでは広く用いられているが、この名称は慣用名としてもIUPAC命名法において許容されていない。イソブチルアルコールの異性体には1-ブタノール、2-ブタノールそしてtert-ブチルアルコールが存在する。イソブチルアルコールはアルコールに分類され、化学反応の溶媒として利用される他、有機合成の出発原料としても利用される。
イソブチルアルコールは自然界では炭水化物の発酵産物として生じるほか、工業的な化成品の分解副産物としても生産される。消防法による第4類危険物 第2石油類に該当する。

## 利用
イソブチルアルコールの主な用途は酢酸イソブチルの出発原料であり、酢酸イソブチルはラッカーや塗料生産に利用される他、食品工業の香料としても使用される。高濃度では発酵したような刺激臭があり、日本の悪臭防止法では特定悪臭物質に指定されている。
イソブチルアルコールは化成品のエステル合成にも利用され、フタル酸ジイソブチル(DIBP)のようなイソブチルエステルはプラスチック、ゴムの可塑剤やその他にも（高分子の相分離を防止する）分散化剤としても利用される。
他の利用方法としては、イソブチルアルコールは塗料やワニスあるいはインクの溶剤にも使用される。イソブチルアルコールを塗料に少量添加することで粘性が低下するので、スプレー塗装や白化と呼ばれるような塗装面での油分の分離を抑制する目的でも利用される。
その他にも目立たない利用法としては、カーボン付着を防止するプラグ洗浄剤としてガソリンに添加されたり、ワックスやクリーナーにも使用されている。あるいは薄層クロマトグラフィーの移動相（展開溶媒）としても利用される。
イソブチルアルコールは、調整をせずにそのまま特殊化学品や燃料用ブレンドストックへの応用ができる。（ブレンドストックとはそれ自体では未完成のオイルのことで、他の未完成オイルと混合、精製され完成品となる。）燃料用ブレンドストック市場では、イソブチルアルコールは高値なアルキレート（合成高オクタン価ガソリン、主に航空ガソリンの基材）、エタノール、その他の多用途な燃料用酸素化合物への混合や代替えが可能である。
また、植物系材料の発酵過程で発生したアルコールをイソブチルアルコールに変える技術が開発されたことにより、これが持続可能な航空燃料 (SAF: Sustainable Aviation Fuel) として使われている。これにより、従来のジェット燃料と比較して二酸化炭素排出量を20〜98％削減できる。

## 安全性
イソブチルアルコールは揮発性の可燃性液体であり、換気の十分な施設で貯蔵あるいは使用されるべきである。皮膚に対しては中程度の刺激性を示すが、目、粘膜や呼吸器に対してはそれよりも刺激性が強い。高濃度の蒸気に暴露すると場合によっては昏睡を引き起こし得る。
イソブチルアルコールはいくらかの毒性があることが知られており、ハツカネズミや人間において肝障害を示すことが知られている。そして摂取するとアルコール中毒の症状を発現する。

## 註・出典
- Health and Safety Guide for Isobutanol. WHO, 1987年. Last accessed 2005年10月5日.　（英語）